# 塔拉斯·库拉科夫
塔拉斯·库拉科夫（俄语：Тарас Кулаков，1987年3月11日—）是居於美國的俄罗斯YouTuber，頻道名稱為“CrazyRussianHacker”，（中国常称为“熊叔实验室”，而将其本人称作“熊叔”），以他的生活小技巧（life hacks）、科学实验（或者说科学实验演示、科学演示）、测试视频和他的口号“安全第一”（Safety is number one priority）而闻名。他的频道於2012年5月18日创建，截止2017年8月17日，拥有超过20亿次观看数量及1000万人订阅，亦是YouTube前100频道之一。他估计拥有净资产500万美元。他有两只哈士奇狗Hugo和Luke，一只阿拉斯加雪橇犬Gus，还酷爱养蜂。他还有另一個YouTube频道“Taras Kul”，于2009年10月14日创建，拥有超过260万人订阅。

## 视频
库拉科夫是一名非常活跃的YouTuber，每隔1–2天发布视频。截止2016年12月，他有950万人订阅CrazyRussianHacker频道。他的视频类型涵盖黑客技巧和化学发光等科學實驗。他以他的幽默感及俄罗斯口音出名。他于2009年10月14日创建第一个YouTube频道“origami768”，提供折纸教程，后来更名为“Taras Kul”，用作自己的第二个频道，现在拥有超过280万人订阅。其後和他兄弟迪马一起创办“SlomoLaboratory”频道，库拉科夫尝试再次在YouTube成名，后来这个频道改名“Slow Mo Lab”。2012年库拉科夫以自己的第三个频道CrazyRussianHacker一举成名。截止2016年，他在CrazyRussianHacker发布了超过900部视频。

## 早年生活
塔拉斯·库拉科夫在1987年于乌克兰苏维埃社会主义共和国（今乌克兰）出生。他从1996起作为游泳运动员加入乌克兰奥运代表队。2009年举家迁往美国北卡罗来纳州阿什维尔，在那里为沃尔玛工作，直到2012年建立YouTube频道，成爲YouTuber。
在问答视频中他称自己出自顿涅茨克人民共和国，严格来说是在乌克兰。而他自幼说俄语并且因此自认为是俄罗斯人。